# Adrian R. Gössel
Adrian R. Gössel, auch Adrian Gössel oder Adrian Goessel (* 28. November 1994 in Berlin) ist ein deutscher Schauspieler.

## Leben
Adrian R. Gössel stand bereits als Kind vor der Kamera. Als 11-Jähriger gehörte er zur Besetzung des von Februar bis Juni 2006 gedrehten Fernsehzweiteilers Die Flucht (2007). In dem deutsch-argentinischen Kinofilm Die Tränen meiner Mutter (2008) spielte er den 10-jährigen Alex, den es in den 1980er Jahren gemeinsam mit seinen Eltern auf der Flucht vor der argentinischen Militärjunta nach West-Berlin verschlägt.
Gössel studierte nach einem deutsch-spanisch bilingualen Abitur an der Europa-Universität Viadrina das Fach „Internationale Betriebswirtschaftslehre“; 2017 machte er dort seinen Bachelor. Während der Studienzeit spielte Gössel am Theater des Lachens in Frankfurt (Oder). 2016 trat er im Rahmen eines Austauschprogramms einen Auslandsaufenthalt an der Universidad Católica de Córdoba in Córdoba, Argentinien an, wo er einen Abschluss als „Licienciado en Administración de Empresas“ erwarb. In Córdoba war er am Centro Cultural de Córdoba engagiert. Bei Theaterfestivals in Argentinien und Costa Rica spielte er ebenfalls Theater, so als Vertreter Argentiniens auf dem Festival Internacional de Teatro Universitario Puntarense in Costa Rica.   
Im Oktober 2018 war Gössel in zwei Folgen der Fernsehserie In aller Freundschaft – Die jungen Ärzte zu sehen. Er verkörperte jeweils in einer Episodenhauptrolle den jungen, aus einer  Fischerfamilie stammenden, Fiete Petersen, den Cousin der Serienhauptfigur Dr. Elias Bähr (Stefan Ruppe), der bei einem Hausmeisterpraktikum feststellt, dass er doch lieber Krankenpfleger werden möchte.
Von November 2018 bis April 2021 spielte Gössel in der Krankenhausserie In aller Freundschaft – Die Krankenschwestern, einem Ableger der Serien In aller Freundschaft und In aller Freundschaft – Die jungen Ärzte, als Krankenpfleger Fiete Petersen, der aus einem kleinen Dorf in der Nähe von Wismar kommt, eine der Serienhauptrollen.
Er lebt in Berlin.

## Theaterrollen
- 2014: Auf der Suche nach mehr (Liebe), Theater des Lachens, Frankfurt (Oder)
- 2015: Wir sind Schauspieler in einem Stück, das sich Leben nennt, Theater des Lachens, Frankfurt (Oder)
- 2016: Los encajes de la mulata, Centro Cultural de Córdoba
- 2016: Trajes en los árboles, Universidad de Costa Rica

## Filmografie (Auswahl)
- 2007: Die Flucht (Fernsehfilm)
- 2008: Die Tränen meiner Mutter (Kinofilm)
- 2018: Angstastronauten (Kurzfilm)
- 2018, 2019: In aller Freundschaft – Die jungen Ärzte (Fernsehserie, drei Folgen)
- 2018–2021: In aller Freundschaft – Die Krankenschwestern (Fernsehserie)